# SX Tape
SX_Tape è un film del 2013 diretto da Bernard Rose.
Pellicola horror statunitense sceneggiata da Eric Reese, di cui il regista Rose è anche direttore della fotografia e montatore.

## Trama
Jill viene interrogata da un detective, il quale le pone diverse domande riguardo al suo ragazzo e al progetto che stavano girando. Durante l'interrogatorio, Jill confessa la morte del fidanzato e la scomparsa di altre due persone. Inoltre, il detective sembra aver visto la videocamera del defunto. 
Adam, dopo aver acquistato una nuova videocamera, inizia a riprendere la sua fidanzata in ogni situazione, anche in momenti intimi. Dopo aver combinato vari guai nei negozi di Los Angeles, decidono di entrare in un ospedale abbandonato, noto per essere stato un luogo in cui venivano praticati aborti e dove venivano rinchiuse ragazze che avevano avuto rapporti sessuali prima del matrimonio.
Nonostante un cartello che vieta l'accesso, i due riescono a entrare nell'ospedale eludendo una guardia e iniziano a esplorare il luogo. Adam lega Jill fingendo di andarsene per spaventarla, ma quando lei viene aggredita da una misteriosa entità che sembra essere il fantasma di una donna, Adam torna e Jill non ricorda nulla dell'aggressione. I due iniziano a copulare, ma Jill comincia a perdere sangue dal naso e sentono strani rumori. Uscendo dalla struttura, scoprono che la loro auto è stata portata via da un carro attrezzi; decidono quindi di chiamare Elly e il suo fidanzato Bobby per farsi venire a prendere.
All'arrivo di Elly e Bobby, i quattro decidono di rientrare nella struttura invece di andare in ospedale. Adam suggerisce di andarsene, ma Bobby lo rassicura dicendo di avere con sé una pistola. All'interno dell'ospedale abbandonato scoppia una discussione tra i ragazzi, che si separano. Elly conforta Adam e poi va alla ricerca di Bobby e Jill. Dopo un po', Adam incontra Jill, che appare alienata e non sa dove siano i suoi amici; rivela che è scoppiato un litigio tra lei e Bobby a causa di un bacio tra i due.
Jill e Adam iniziano a cercare gli amici scomparsi e si imbattono nell'archivio dei pazienti, dove trovano la cartella di Colette McLeod, una donna con tendenze suicide. Il fantasma della donna riappare poco dopo, spaventando a morte la coppia. Jill cerca di chiamare la polizia, ma una donna al telefono le consiglia di stare lontana da Adam e di recarsi in ufficio; ciò provoca un aggravamento della sua ferita al naso. Recandosi nel luogo indicato, Jill viene intrappolata e riceve una misteriosa cassetta, che finirà nelle mani di Adam quando lei scapperà via.
La cassetta si rivela essere il video di sorveglianza: Bobby, Elly e Jill hanno partecipato a un'orgia e subito dopo Jill ha ucciso i due amici. Scoperta la verità, Adam cerca di fuggire dall'ospedale psichiatrico ma viene ucciso da Jill.
Nel 1982, un dottore dell'ospedale violenta Colette prima di effettuare una lobotomia su di lei, registrando tutto con una videocamera. Una registrazione mostra che successivamente agli eventi che hanno coinvolto Adam, Jill bacia un ragazzo per poi scoprire il suo pene e strapparglielo con un morso.